# Vitón de Verdún
Vitón (¿? - 525) (en francés, Vanne o Vaune) fue un monje, nombrado obispo de Verdún alrededor de 500. Vitón convirtió a los residentes paganos de esa área, y fue conocido como obrador de milagros. Es considerado santo.
Vitón también fundó un seminario y una abadía benedictina en la pronvicia de la Lorena que fue sede de la comunidad de la Congregación de San Vano, que posteriormente fue honrada con su nombre.